# I'm in the Mood for Love
I'm in the Mood for Love est une chanson populaire publiée en 1935. La musique est de Jimmy McHugh, les paroles de Dorothy Fields. La chanson a été chantée par Frances Langford dans le film Every Night at Eight sorti cette année-là.
Cette chanson est devenue emblématique de Frances Langford. Bob Hope, qui a souvent collaboré avec elle pour divertir les troupes pendant la Seconde Guerre mondiale, a écrit plus tard que son interprétation de la chanson était souvent un spectacle à couper le souffle.

## Autres enregistrements notables
- 1935 Little Jack Little (en)
- 1935 Louis Armstrong[3]
- 1935 Leo Reisman et son orchestre avec Frank Luther au chant[4].
- 1940 Vera Lynn
- 1946 Billy Eckstine — ce single a atteint la 12e place des charts Billboard[5].
- 1951 Erroll Garner — instrumental (enregistrement informel antérieur en 1944)[6],[7].
- 1957 Fats Domino
- 1961 The Chimes — atteint la 38e place des charts Billboard[8].
- En 1965, Lord Tanamo a enregistré une version ska de la chanson (« I'm in the Mood for Ska ») pour le label Ska Beat. Cette version a atteint la 58e place du UK Singles Chart en 1990 pendant trois semaines[9] après avoir été utilisée sur la bande sonore d'une publicité télévisée anglaise pour une marque de farce alimentaire appelée Paxo en 1989.
- En 1999, l'artiste hip-hop Prince Paul a échantillonné la chanson comme base du morceau « Mood for Love » sur son album A Prince Among Thieves (en), avec Don Newkirk (en) chantant ses paroles originales.
- 2000 Jools Holland et son Rhythm & Blues Orchestra avec Jamiroquai — joué en direct sur Later... avec Jools Holland et également sorti en single dans le cadre de la bande originale du film Kevin & Perry Go Large ; un clip vidéo de la chanson est sorti en 2001 ; il rendait hommage à Julie London, récemment décédée, qui avait déjà interprété la chanson (bien que dans un arrangement différent)[10].